# Santa Maria della Misericordia al Verano

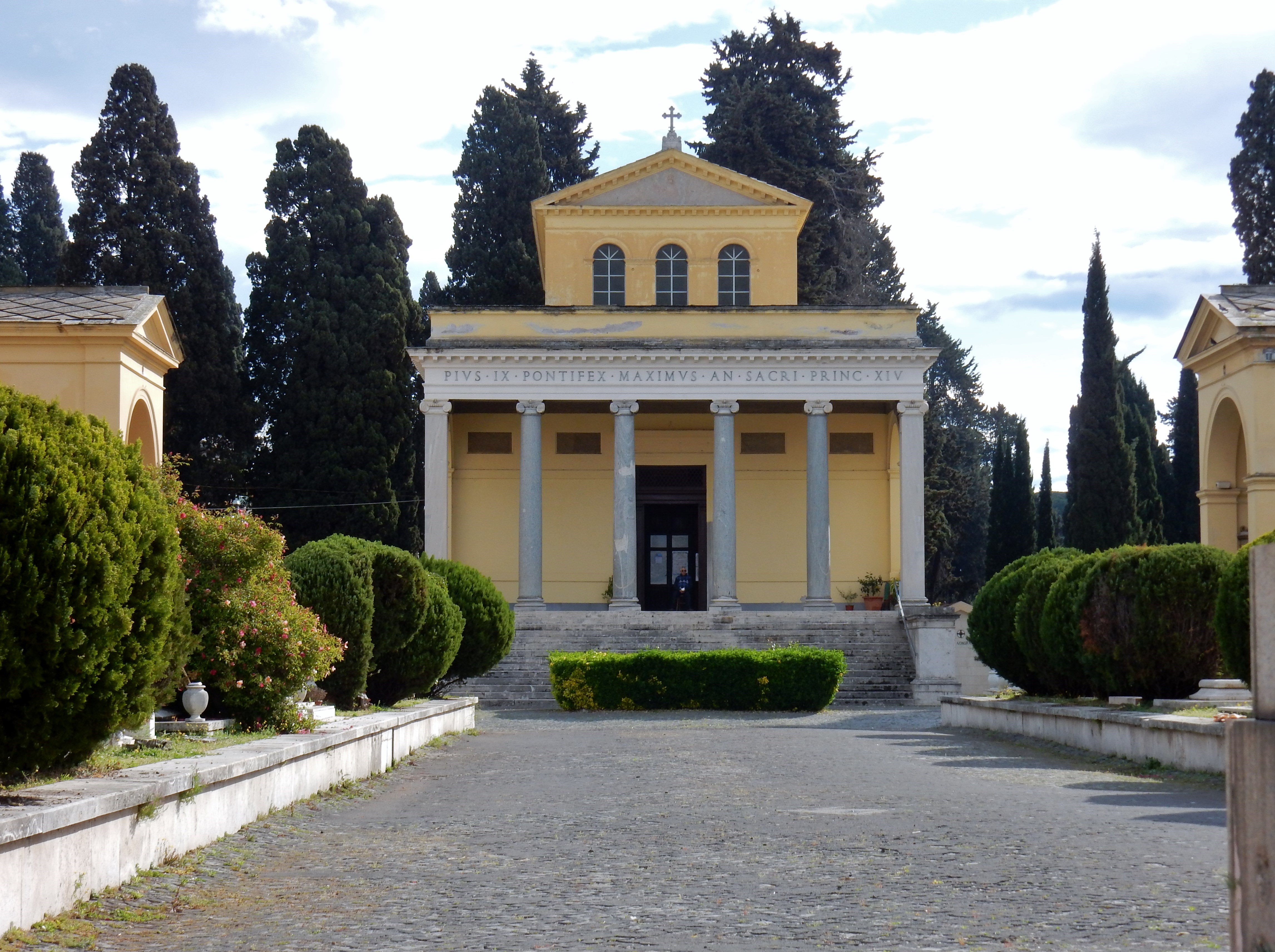
Vista da fachada.

Santa Maria della Misericordia al Verano é uma igreja localizada no interior do enorme cemitério municipal de Campo di Verano, perto da basílica de San Lorenzo fuori le Mura, no quartiere Tiburtino de Roma. É dedicada a Nossa Senhora da Misericórdia.
A igreja atualmente é administrada pela Pia Unione, motivo pelo qual é também chamada de Cappella della Pia Unione.

## História
O cemitério de Campo di Verano foi originalmente fundado pelos invasores franceses sob a liderança de Napoleão, que publicaram um édito em 1804 proibindo as antigas práticas de sepultamento na cidade. Sem nenhuma mudança desde a Idade Média, elas foram consideradas, corretamente, como sendo muito insalubres. Várias instituições tinham direitos de sepultamento em diversos locais, o mais relevante dos quais era o direito das paróquias, que geralmente tinham pequenos cemitérios adjacentes. Além disso, confraternidades e ordens religiosas enterravam seus membros em criptas ou nas igrejas que elas mantinham.
Na ocasião, a situação era muito ruim, pois os antigos cemitérios estavam lotados e as igrejas estavam com suas galerias subterrâneas cheias de corpos e ossos. Os muitos interesses conflitantes investidos no assunto praticamente impediam o governo papal de tomar qualquer atitude, mas os franceses tinham o poder de ignorá-los e, para isso, criaram um novo cemitério para receber todos os sepultamentos que antes ocorriam na cidade. Porém, pouco foi feito além de comprar o terreno antes do governo papal ser restaurado em 1815. Giuseppe Valadier também deixou pronto um projeto nesse ínterim.
Inicialmente, a política do governo papal recém-restaurado foi o de re-estabelecer todos os aspectos da vida em Roma, uma decisão incorreta que provocou enormes danos à popularidade papal, uma situação que só mudou com a ascensão do papa Pio IX em 1846. Ele nomeou Virginio Vespignani para projetar o cemitério e supervisionar a construção dos principais elementos arquitetônicos. A igreja foi terminada em 1862 e o projeto encerrou em 1880. Inicialmente a intenção era reservar o local para sepultamentos católicos apenas, obrigando judeus e outros a realizarem seus próprios arranjos. Porém, depois da captura de Roma pelo Reino da Itália, o novo governo insistiu que todos os cidadãos pudessem ser enterrados no local.
Apesar de Santa Maria della Misericordia ter sido construída originalmente como uma igreja, a Diocese de Roma atualmente a considera como uma capela.

## Descrição

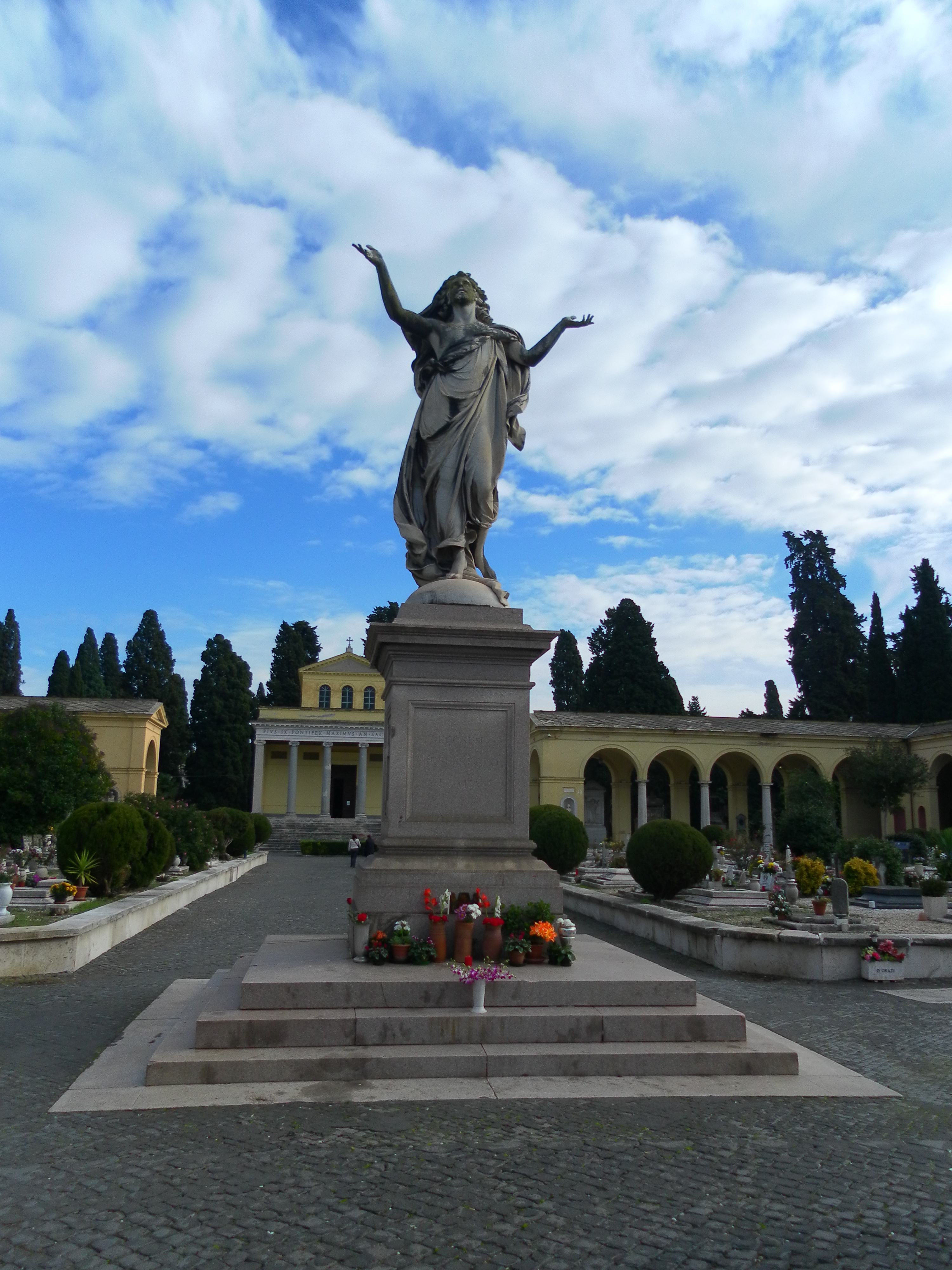
Vista da igreja ao fundo a partir da estátua no centro do "quadripórtico".

O cemitério conta com um portal monumental de entrada que leva, através de uma descida suave, até um "quadripórtico", um enorme pátio cercado por arcadas em estilo romano antigo com muitos monumentos interessantes nos corredores e no espaço central. A igreja fica no mesmo eixo principal do outro lado deste pátio em relação à entrada.
Ela tem uma planta basilical retangular e sem uma abside. O edifício principal está acima de uma cripta e, por isso, a entrada é precedida por um lance de escadas da largura da própria igreja. Ela leva a uma grande lógia externa com teto plano. Quatro colunas jônicas em mármore cinza sustentam um entablamento com uma inscrição dedicatória no friso lembrando que o papa consagrou a igreja no décimo-quarto ano de seu pontificado.
Acima desta lógia está a fachada da nave propriamente dita, com uma fileira de três grandes janelas de topo curvo. As paredes da igreja estão pintadas de amarelo e o teto é inclinado e revestido de azulejos. Esta fachada conta ainda com um frontão triangular cujo tímpano originalmente abrigava um afresco de Nossa Senhora sendo adorada por anjos, hoje praticamente invisível de tão desbotado.
A igreja tem dois corredores laterais e um presbitério retangular com a mesma largura da nave e dos corredores somados. O teto plano da lógia continua no mesmo nível nos corredores e no presbitério, destacando um clerestório acima da nave, cujas janelas são do mesmo estilo das janelas nos corredores, com topo curvo e com dois arcos internos menores separados por uma pilastra.
A peça de altar é "A Virgem e o Menino com São Lourenço e as Almas no Purgatório", de Tommasso Minardi (1861).